# Leucopogon cordifolius
Leucopogon cordifolius är en ljungväxtart som beskrevs av John Lindley. Leucopogon cordifolius ingår i släktet Leucopogon och familjen ljungväxter. Inga underarter finns listade i Catalogue of Life.